# Rūdiškės
Rūdiškės  escoltar (?·pàg.) (en polonès: Rudziszki) és una ciutat del districte municipal de Trakai. Es troba a 15 quilòmetres al sud de Trakai.

## Història
La població va ser esmentada per primera vegada quan va ser fundada el 1774, el seu creixement es va deure principalment a partir de 1864 amb la construcció de la línia de ferrocarril Varsòvia-Sant Petersburg. Durant el període d'entreguerres, formava part de la Segona República de Polònia. L'any 2010 va ser aprovat l'escut d'armes de la ciutat.

## Ciutats agermanades
- Zalewo, Polònia[1]